# Eumenes alluaudi
Eumenes alluaudi är en stekelart som beskrevs av Pér. Eumenes alluaudi ingår i släktet krukmakargetingar, och familjen Eumenidae. Inga underarter finns listade i Catalogue of Life.